# 石井亜早実
石井 亜早実（いしい あさみ、1989年1月20日 - ）は日本で活動するミュージカル俳優である。元劇団四季所属。神奈川県相模原市中央区上矢部出身。身長155cm体重41kg。

## 来歴
6歳の時に野沢きよみバレエスタジオでクラシックバレエを始め、ジャズダンスなどのレッスンを受けていた。神奈川県立市ケ尾高等学校卒業後の2009年に劇団四季研究所へ入所し同年6月3日に上演されたニッセイ名作劇場エルコスの祈りのハニーで初舞台出演を果たした。その後も舞台出演を続けていたが2014年3月に四季を退団した。その後ブロードウェイ・ライン・カンパニーに所属し舞台俳優として活動している。
2018年1月に安倍康律と2016年に入籍していたことを公表したが、2023年7月に離婚を公表した。
2020年4月1日に所属事務所をブロードウェイ・ライン・カンパニーからプランチャイムに移籍。
2022年11月1日にプランチャイムを退所し、現在はフリーで活動している。
2024年6月一般男性との再婚を公表。

## 主な出演

### 劇団四季
- エルコスの祈り（2009年ハニー役）
- 春のめざめ（テーア役）
- 赤毛のアン（ジョシーパイ役）
- 魔法をすてたマジョリン（ステファン役）
- 美女と野獣（アンサンブル/シリーガールズ）
- 夢から醒めた夢（アンサンブル/かわいそ子供役)

### 退団後
- ON THE TOWN（2014年9月）
- サンセット大通り（2015年7月）
- ブロードウェイ・ミュージカルライブ2015（2015年8月）
- 花より男子 The Musical（2016年1月）
- マイ・フェア・レディ（2016年7月）
- Endless Shock（2017年～2019年）
- メリー・ポピンズ（2018年3月、2022年3月6月）
- ナイツテイル-騎士物語-（2018年7月、2025年8月公演予定）[3]
- ピピン（2019年6月、2022年8月～9月）
- ウエスト・サイド・ストーリー Season2（2020年2月ロザリア役）
- ミュージカル『生きる』(2020年10月)
- ミュージカル『アリージャンス忠誠』(2021年3月)
- ミュージカル『マチルダ』(ラベンダー役)(2023年3月～6月)
- ミュージカル『マリー・キュリー』（2025年10月〜11月公演予定）[4]

### その他
- 映画「ヲタクに恋は難しい」（2020年2月）

### CM
- パワーエイドトレインチャンネル（2014年踊る女子高生役）